# Campeonato Mundial de Clubes de voleibol femenino de la FIVB de 2015
El Campeonato Mundial de Clubes de voleibol femenino de la FIVB de 2015 fue la novena edición del torneo y sexta desde su reanudación.
El equipo campeón fue el Eczacıbaşı VitrA Istanbul turco que venció en la final al Dinamo Krasdonar ruso.

## Equipos participantes
- Mirador Santo Domingo, representante NORCECA.[2]
- Rexona Ades Río de Janeiro, campeón sudamericano.[3]
- Vólero Zürich, equipo local.[4]
- Dinamo Krasnodar, invitado.[5]
- Eczacıbaşı VitrA Istanbul, campeón europeo.[6]
- Hisamitsu Springs Kobe, campeón asiático.[7]

### Grupos
| Grupo A - Mirador Santo Domingo - Rexona Ades Río de Janeiro - Vólero Zürich | Grupo B - Dinamo Krasnodar - Eczacıbaşı VitrA Istanbul - Hisamitsu Springs Kobe |

## Modo de disputa
El torneo consta de dos etapas. En la primera fase, los seis equipos se dividen en dos grupos de tres integrantes, donde juegan todos contra todos una vez. Al finalizar esta etapa, los dos mejores equipos de cada grupo avanzan a las semifinales, mientras que los restantes equipos dejan de disputar el campeonato.
En la segunda fase se enfrentan los primeros de cada grupo con los segundos del otro grupo, es decir, el primero del grupo A con el segundo del grupo B y el primero del grupo A con el segundo del grupo B. Los ganadores de estos enfrentamientos disputan la final mientras que los perdedores disputan el partido por el tercer puesto.

## Sede
| Zúrich                                   |
| ---------------------------------------- |
| Saalssporthall                           |
| 47°22′43″N 8°32′24″E / 47.37861, 8.54000 |
| Capacidad: 2300                          |

## Primera fase

### Grupo A
| Pos. | Equipo                | Pts | PG | PP | SG | SP | PG  | PP  |
| ---- | --------------------- | --- | -- | -- | -- | -- | --- | --- |
| 1.°  | Rexona Ades           | 6   | 2  | 0  | 6  | 1  | 188 | 158 |
| 2.°  | Vólero Zürich         | 3   | 1  | 1  | 4  | 4  | 202 | 185 |
| 3.°  | Mirador Santo Domingo | 0   | 0  | 2  | 1  | 6  | 123 | 170 |

| Fecha     |               | Res   |                       | Set 1 | Set 2 | Set 3 | Set 4 | Set 5 | Total   |
| --------- | ------------- | ----- | --------------------- | ----- | ----- | ----- | ----- | ----- | ------- |
| 6 de mayo | Vólero Zürich | 3 - 1 | Mirador Santo Domingo | 20-25 | 25-17 | 25-15 | 25-15 | —     | 95-72   |
| 7 de mayo | Vólero Zürich | 1 - 3 | Rexona Ades           | 28-30 | 22-25 | 35-33 | 22-25 | —     | 107-113 |
| 8 de mayo | Rexona Ades   | 3 - 0 | Mirador Santo Domingo | 25-14 | 25-19 | 25-18 | —     | —     | 75-51   |

### Grupo B
| Pos. | Equipo            | Pts | PG | PP | SG | SP | PG  | PP  |
| ---- | ----------------- | --- | -- | -- | -- | -- | --- | --- |
| 1.°  | Eczacıbaşı VitrA  | 4   | 1  | 1  | 5  | 3  | 183 | 164 |
| 2.°  | Dinamo Krasnodar  | 3   | 1  | 1  | 3  | 4  | 161 | 154 |
| 3.°  | Hisamitsu Springs | 2   | 1  | 1  | 4  | 5  | 177 | 203 |

| Fecha     |                   | Res   |                   | Set 1 | Set 2 | Set 3 | Set 4 | Set 5 | Total   |
| --------- | ----------------- | ----- | ----------------- | ----- | ----- | ----- | ----- | ----- | ------- |
| 6 de mayo | Eczacıbaşı VitrA  | 2 - 3 | Hisamitsu Springs | 25-12 | 26-28 | 20-26 | 25-19 | 11-15 | 107-100 |
| 7 de mayo | Eczacıbaşı VitrA  | 3 - 0 | Dinamo Krasnodar  | 25-22 | 26-24 | 25-19 | —     | —     | 76-65   |
| 8 de mayo | Hisamitsu Springs | 1 - 3 | Dinamo Krasnodar  | 25-21 | 21-25 | 14-25 | 18-25 | —     | 78-96   |

## Segunda fase
|  | Semifinales      | Semifinales      |   |               | Final            | Final |  |
|  |                  |                  |   |               |                  |       |  |
|  |                  |                  |   |               |                  |       |  |
|  |                  |                  |   |               |                  |       |  |
|  | Eczacıbaşı VitrA | 3                |   |               |                  |       |  |
|  | Vólero Zürich    | 1                |   |               |                  |       |  |
|  |                  |                  |   |               |                  |       |  |
|  |                  |                  |   |               |                  |       |  |
|  |                  |                  |   |               | Eczacıbaşı VitrA | 3     |  |
|  |                  | Dinamo Krasnodar | 1 |               |                  |       |  |
|  |                  |                  |   |               |                  |       |  |
|  |                  |                  |   |               |                  |       |  |
|  |                  |                  |   |               | Tercer lugar     |       |  |
|  |                  |                  |   |               |                  |       |  |
|  | Rexona Ades      | 1                |   | Vólero Zürich | 3                |       |  |
|  | Dinamo Krasnodar | 3                |   |               | Rexona Ades      | 0     |  |

### Semifinales
| Fecha     |                  | Res   |                  | Set 1 | Set 2 | Set 3 | Set 4 | Set 5 | Total  |
| --------- | ---------------- | ----- | ---------------- | ----- | ----- | ----- | ----- | ----- | ------ |
| 9 de mayo | Eczacıbaşı VitrA | 3 - 1 | Vólero Zürich    | 25-17 | 25-22 | 18-25 | 34-32 | —     | 102-96 |
| 9 de mayo | Rexona Ades      | 1 - 3 | Dinamo Krasnodar | 21-25 | 27-25 | 23-25 | 21-25 | —     | 92-100 |

### Tercer puesto
| Fecha      |               | Res   |             | Set 1 | Set 2 | Set 3 | Set 4 | Set 5 | Total |
| ---------- | ------------- | ----- | ----------- | ----- | ----- | ----- | ----- | ----- | ----- |
| 10 de mayo | Vólero Zürich | 3 - 0 | Rexona Ades | 25-21 | 25-17 | 25-18 | —     | —     | 75-56 |

### Final
| Fecha      |                  | Res   |                  | Set 1 | Set 2 | Set 3 | Set 4 | Set 5 | Total |
| ---------- | ---------------- | ----- | ---------------- | ----- | ----- | ----- | ----- | ----- | ----- |
| 10 de mayo | Eczacıbaşı VitrA | 3 - 1 | Dinamo Krasnodar | 25-16 | 25-21 | 24-26 | 25-19 | —     | 99-82 |

## Posiciones finales
| Pos. | Equipo                 |
| ---- | ---------------------- |
|      | Eczacıbaşı VitrA       |
|      | Dinamo Krasdonar       |
|      | Vólero Zürich          |
| 4.°  | Rexona Ades            |
| 5.°  | Hisamitsu Springs Kobe |
| 5.°  | Mirador Santo Domingo  |

| Campeón Mundial de Clubes                |
| ---------------------------------------- |
| Eczacıbaşı VitrA Istanbul Segundo título |

## Premios

### Jugadoras
- Jugadora más valiosa

 Jordan Larson (Eczacıbaşı VitrA)
| - Mejor opuesta Olesia Rykhliuk (Vólero Zürich) - Mejor líbero Silvija Popović (Vólero Zürich) - Mejor armadora Fabíola de Souza (Dinamo Krasnodar) | - Mejores bloqueadoras Maja Poljak (Eczacıbaşı VitrA) Carol (Rexona Ades Rio de Janeiro) - Mejores puntas Tatiana Kosheleva (Dinamo Krasnodar) Fe Garay (Dinamo Krasnodar) |